# Proportionalventil
Proportionalventiler är ventiler som reglerar flödet genom mekaniska flödesbegränsningar som  styrs av elektromagnetiska anordningar som i sin tur styrs av en elektriska ström genom ventilens solenoid.

Proportionalventil, utan ström genom spolen.

Proportionalventil med 50 % ström genom spolen.